# Архангел Гавриил (фрегат)
«Арха́нгел Гаврии́л» — 44-пушечный парусный фрегат русского флота. Был заложен 11 (22) мая 1786 года на Соломбальской верфи Архангельска, спущен на воду 9 (20) мая 1787 года, вошёл в состав Балтийского флота. Принимал участие в Русско-шведской войне 1788—1790 годов.

## Тип «Брячислав»
Брячислав — серия из восьми 44-пушечных фрегатов, которые строились в конце XVIII века на Соломбальской верфи русским кораблестроителем М. Д. Портновым. Корабли относились к классу 44-пушечных фрегатов, однако фактически они вооружались 38—40 орудиями. Главные размерения фрегатов составляли 43×11,7×4 метра, экипаж — 330/240 человек.

## История службы
5 июля 1788 года с эскадрой контр-адмирала И. А. Повалишина фрегат вышел из Архангельска и 29 августа прибыл в Копенгаген, где отряд соединился с эскадрой вице-адмирала Фондезина. C 22 сентября по 29 октября эскадра выходила к Эланду и блокировала Карлскроны.
22 ноября с отрядом И. М. Одинцова «Архангел Гавриил» вышел из Копенгагена и отправился крейсировать с целью пресечь шведскую торговлю, однако, 3 декабря, когда на пути эскадры встретились льды, пришлось вернуться. С 16 мая 1789 года в составе отряда П. И. Лежнёва фрегат крейсировал в проливах Каттегат и Скагеррак, а 19 июля отправился в Балтийское море.
18 сентября в проливе Барёзунд отряд, в котором находился «Архангел Гавриил», атаковал гребную флотилию Швеции, которую вынудили отойти после двухчасового боя. 15 октября фрегат пришёл в Ревель, а затем — в Кронштадт. 17 мая 1790 года фрегат отправился на разведку в Финский залив и 21 мая обнаружил шведские корабли, направляющиеся к Котлину.
23—24 мая «Архангел Гавриил» принимал участие в Красногорском сражении, а 22 июня — в Выборгском сражении. Фрегату удалось пленить шведский корабль «Эмгейтен», который он 8 июля привёл в Кронштадт.
После заключения мира с Швецией, с мая по июль 1791 года фрегат стоял на Кронштадтском рейде для обучения экипажа. 6 августа он ушёл в Ревель и в 1794 и 1795 годах выходил в плавания, а в сентябре 1799 года вернулся в Кронштадт, где и был разобран после 1799 года.

## Командиры
Командиром корабля служили:
1. 1788—1790 — А. В. Пустошкин
2. до августа 1791 — С. В. Бакеев
3. с августа 1791 — С. И. Кашинцов
4. 1793—1795 — К. Г. Михайловский